# Harry Gullichsen
Harry Gullichsen (né le 31 octobre 1902 à Kotka et mort le 4 septembre 1954 à Helsinki) est un conseiller des mines et influenceur industriel finlandais.

## Biographie
Harry Gullichsen commence sa carrière à la société Enso-Gutzeit.
En 1926, il entre au service de la A. Ahlström Oy.
En juin 1928, il épouse Maire Ahlström, la fille du directeur Walter Ahlström. Après le décès de Walter Ahlström en 1931 il est nommé président directeur général d'A. Ahlström.
Avec son épouse Maire Gullichsen, il aidera fortement au développement de l'architecture et de l'art moderne en Finlande.